# Киришджи, Вахит
Вахит Киришджи (тур. Vahit Kirişci; род. 1 декабря 1960 или 4 декабря 1960, Кахраманмараш или Кахраманмараш) — турецкий государственный деятель. Министр сельского и лесного хозяйства Турции (2022—2023). Депутат Великого национального собрания Турции 22, 23, 28 созывов.

## Биография
Родился 4 декабря 1960 года в г. Кахраманмараш. В 1982 году окончил факультет сельского хозяйства Университета Чукурова. В 1985 году окончил магистратуру Института науки университета Чукурова. Окончил докторантуру Университета Крэнфилда. Темой докторской диссертации являлась динамика почв.
С 1983 года работал в качестве инженера в сфере сельского хозяйства. Работал в Управлении центра испытаний сельскохозяйственных инструментов и машин при Министерстве продовольствия, сельского хозяйства и животноводства Турции.
Являлся преподавателем факультета сельского хозяйства университета Чукурова. В 1995 году получил звание ассоциированного профессора. В 2001 году получил звание профессора.
Автор 55 статей, книг, докладов в области исследования почв и технологий земледелия, 16 из которых написаны на иностранных языках.
Является членом Американской ассоциации сельскохозяйственных инженеров (ASAE), Международной исследовательской организации по обработке почв (ISTRO), Палаты сельскохозяйственных инженеров Турции, Турецкой ассоциации сельскохозяйственных инженеров.
Депутат Великого национального собрания Турции 22, 23, 28 созывов. 
В 22 и 23 созывах являлся заместителем председателя совместной межпарламентской комиссии Турция — ЕС, председателем комитета сельского и лесного хозяйства парламента. 
С 2020 по 2022 год являлся независимым членом совета директоров «Gübretaş».
Министр сельского и лесного хозяйства Турции (4 марта 2022 — 3 июня 2023).
14 мая 2023 года избран депутатом Великого национального собрания Турции 28 созыва.